# Труд и забава
«Труд и Заба́ва» — иллюстрированный детский журнал, который выходил в 1906—1908 годах. в Санкт-Петербурге. С 1907 года выходил под девизом: «Труду время — забаве час».
Редактором журнала «Труд и Забава» выступал владелец книжного магазина М. П. Петров. Вдохновлённый идеями ручного труда (или слойда) и взявший за образец «Датское общество слойда» Акселя Миккельсона, Петров задался целью дать ряд статей, которые могли бы приучить ребёнка к ручному труду, а также мотивировать детей 8—14 лет заниматься спортом и физическими играми.
Четкого деления на разделы журнал не имел, и в разные годы направленность статей менялась. В «Труде и забаве» печатались приключенческие романы и повести для юношества ( «Остров Ричмонд» Жюля Верна, «Последний из могикан», «Зверобой» Фенимора Купера), информация о новейших открытиях науки и изобретениях, полезные советы, описание спортивных и комнатных игр (футбол, плавание, катание на коньках), биографии изобретателей (Эдисона, Кулибина и других), заметки по электротехнике и изготовлению поделок своими руками (вязание, выжигание по дереву, плетение и другое).
Написать в журнал мог любой желающий, указав имя и размер запрашиваемой оплаты, в случае утверждения редакцией очерки публиковались. Финансировался журнал за счёт продаж подписчикам и размещения рекламных объявлений, нередко редакция использовала  принципы партизанского маркетинга, размещая в рубрике «наша переписка» адреса магазинов рекламируемых товаров. Большое количество рекламных объявлений в журнале даёт представление о других периодических изданиях, выходивших в дореволюционной России.
С 1906 по 1907 год журнал выходил два раза в месяц, с 1908 года — один раз в месяц. Причина прекращения выпуска журнала неизвестна, в последних номерах 1908 года редакция предупреждает о временной приостановке публикаций по не зависящим от неё причинам.
Издателем выступало «Книгоиздательство А. Ф. Суховой». Печатался в типографии М. Михайловой, выпуски с 1908 года — типографией Ясногородского.

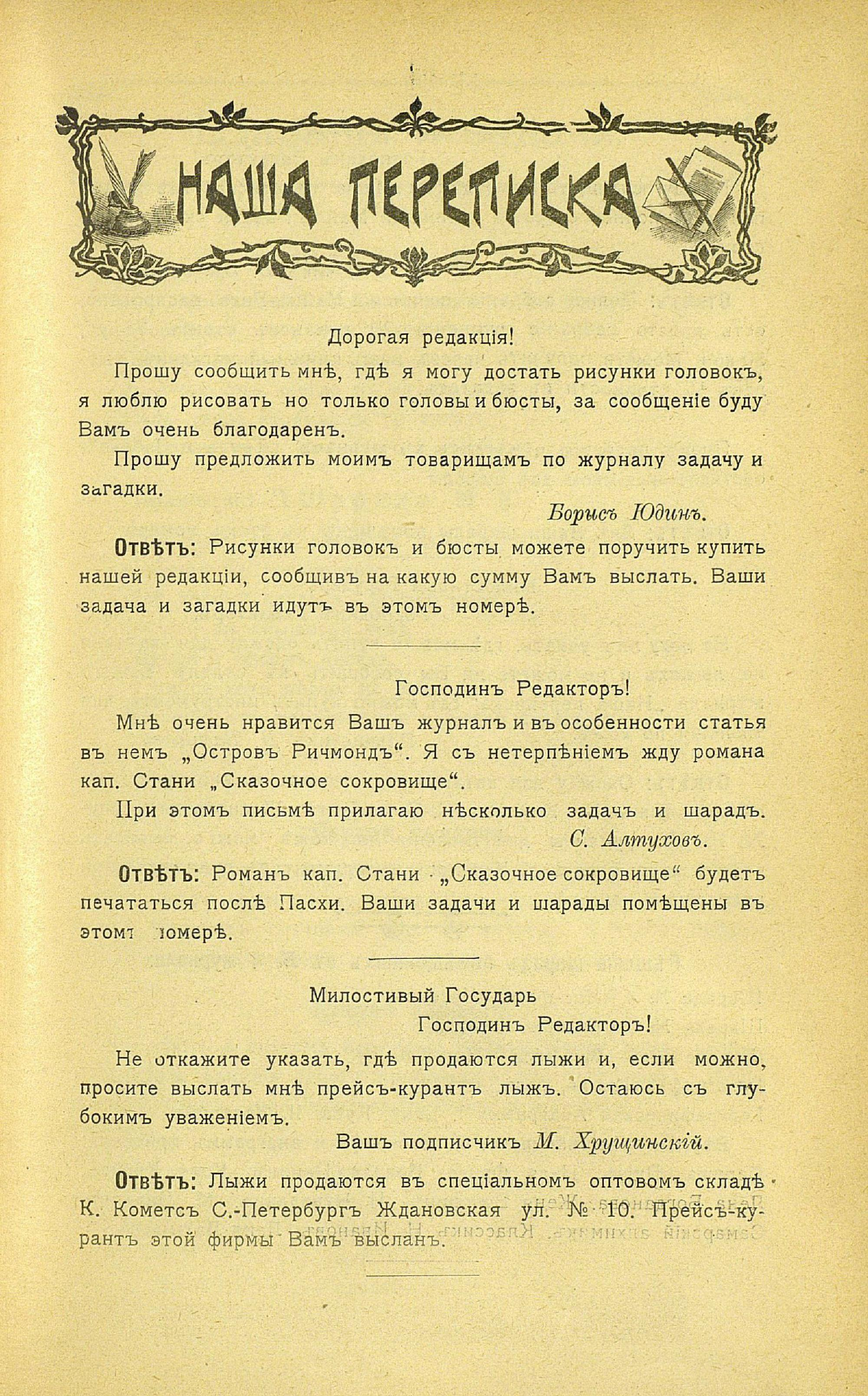
Рубрика «Наша переписка»
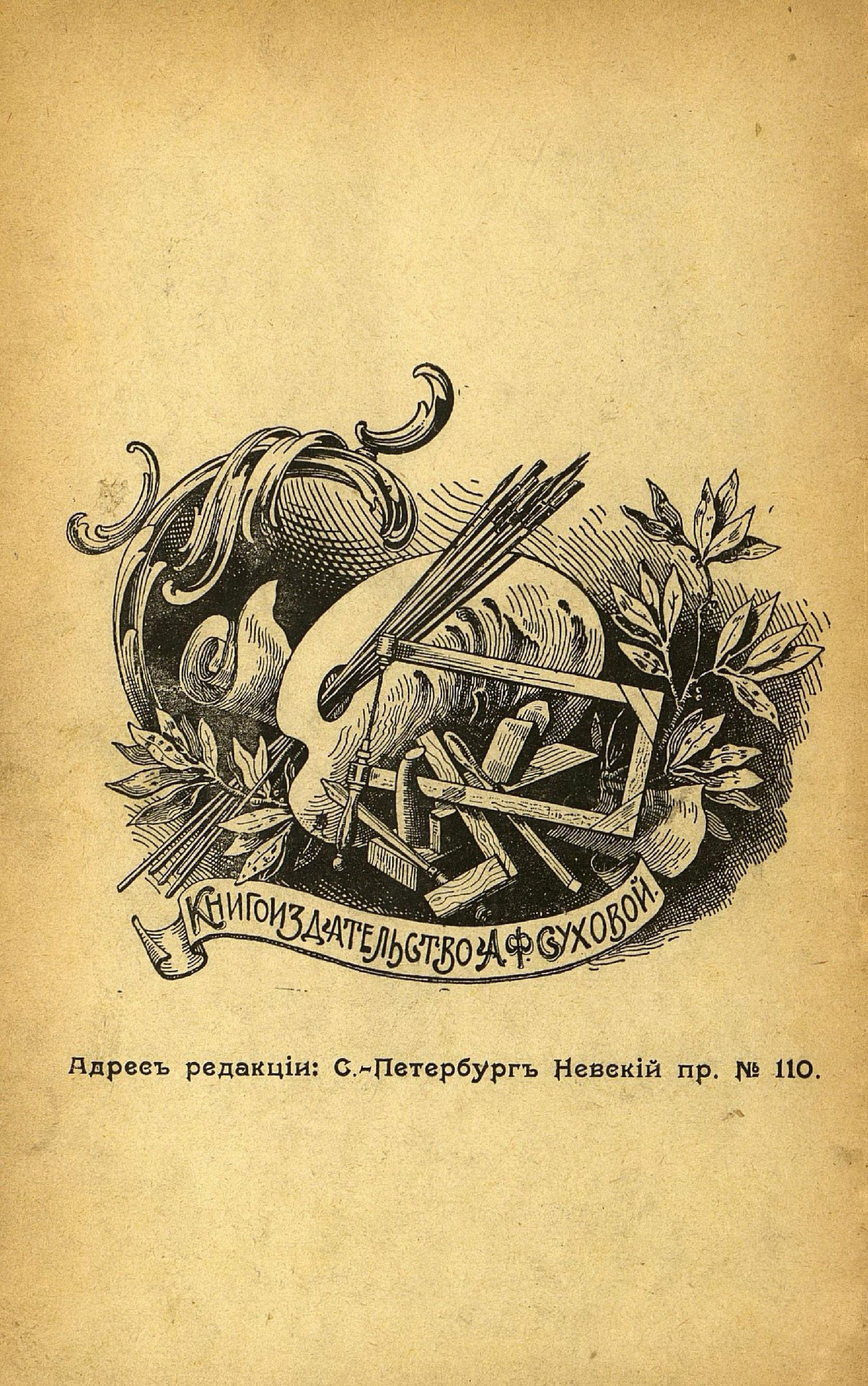
Логотип «Книгоиздательства А. Ф. Суховой»
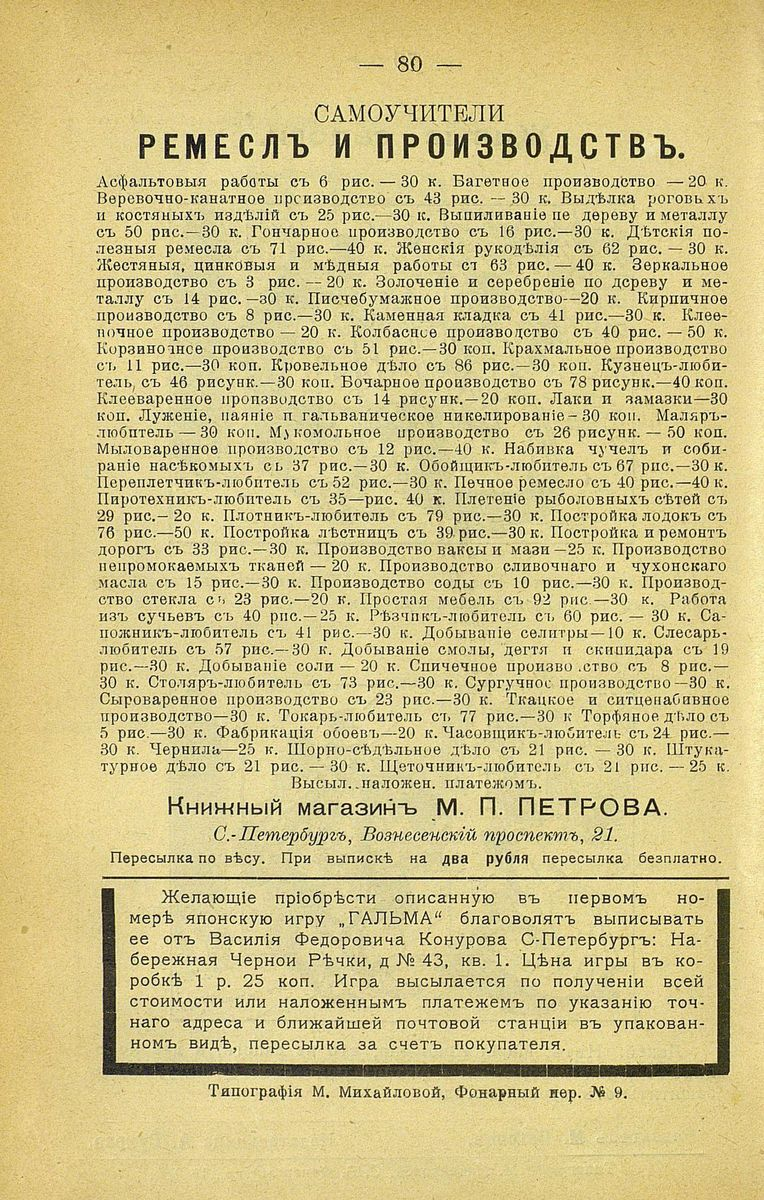
Страница с адресом книжного магазина М. П. Петрова